# Championnats de France de natation en petit bassin 2011
Navigation
Chartres 2010 Angers 2012
Les Championnats de France de natation 2011 en petit bassin, la 8e édition, se sont tenus du 2 au 4 décembre 2011 à Angers. Lors de ces championnats, Alain Bernard a réalisé la meilleure performance mondiale de l'année en petit bassin sur 100 m nage libre et Jérémy Stravius a battu le record de France de natation messieurs du 200 mètres 4 nages.

## Podiums

### Hommes
| Discipline       | Médaille d'or                                                          | Performance    | Médaille d'argent                                                              | Performance    | Médaille de bronze                                                           | Performance    |
| Nage libre       |                                                                        |                |                                                                                |                |                                                                              |                |
| 50 m             | Alain Bernard CN Antibes                                               | 21 s 32        | Jérémy Stravius Amiens Métropole Nat.                                          | 21 s 71        | Boris Steimetz CN Antibes                                                    | 21 s 89        |
| 100 m            | Alain Bernard CN Antibes                                               | 46 s 59        | Boris Steimetz CN Antibes                                                      | 47 s 73        | Nosy Pelagie Canet 66 Nat.                                                   | 48 s 24        |
| 200 m            | Benjamin Stasiulis Amiens Métropole Nat.                               | 1 min 44 s 24  | Alain Bernard CN Antibes                                                       | 1 min 44 s 55  | Mehdy Metella Dauphins Toulouse OEC                                          | 1 min 46 s 83  |
| 400 m            | Anthony Pannier AAS Sarcelles Nat. 95                                  | 3 min 43 s 42  | Damien Joly CN Antibes                                                         | 3 min 47 s 10  | Xavier Leprêtre Canet 66 Nat.                                                | 3 min 47 s 55  |
| 800 m            | Xavier Leprêtre Canet 66 Nat.                                          | 7 min 45 s 68  | Andy Schmitt Stade Français O Courbevoie                                       | 7 min 49 s 79  | Sébastien Fraysse SN Versailles                                              | 7 min 50 s 05  |
| 1 500 m          | Anthony Pannier AAS Sarcelles Nat. 95                                  | 14 min 39 s 48 | Damien Joly CN Antibes                                                         | 14 min 40 s 74 | Sébastien Fraysse SN Versailles                                              | 14 min 54 s 24 |
| Papillon         |                                                                        |                |                                                                                |                |                                                                              |                |
| 50 m             | Amaury Leveaux Lagardère Paris Racing                                  | 23 s 20        | Romain Sassot Lyon Nat.                                                        | 23 s 28        | Jérémy Stravius Amiens Métropole Nat.                                        | 23 s 42        |
| 100 m            | Romain Sassot Lyon Nat.                                                | 51 s 05        | Jérémy Stravius Amiens Métropole Nat.                                          | 51 s 41        | Christophe Lebon CN Antibes                                                  | 52 s 02        |
| 200 m            | Thomas Vilaceca Montauban Nat.                                         | 1 min 55 s 03  | Christophe Lebon CN Antibes                                                    | 1 min 55 s 55  | Jordan Coelho Étampes Nat.                                                   | 1 min 56 s 01  |
| Dos              |                                                                        |                |                                                                                |                |                                                                              |                |
| 50 m             | Jérémy Stravius Amiens Métropole Nat.                                  | 23 s 46        | Benjamin Stasiulis Amiens Métropole Nat.                                       | 24 s 02        | Nathan Bonnel Mulhouse ON                                                    | 24 s 96        |
| 100 m            | Jérémy Stravius Amiens Métropole Nat.                                  | 51 s 05        | Benjamin Stasiulis Amiens Métropole Nat.                                       | 51 s 13        | Pierre Roger AAS Sarcelles Nat. 95                                           | 52 s 29        |
| 200 m            | Benjamin Stasiulis Amiens Métropole Nat.                               | 1 min 51 s 31  | Pierre Roger AAS Sarcelles Nat. 95                                             | 1 min 55 s 07  | Joris Hustache Stade Français O Courbevoie                                   | 1 min 56 s 69  |
| Brasse           |                                                                        |                |                                                                                |                |                                                                              |                |
| 50 m             | Hugues Duboscq CN Le Havre                                             | 27 s 39        | Stéphane Debaere CN Talence                                                    | 27 s 70        | Thomas Dahlia CN Antibes                                                     | 27 s 76        |
| 100 m            | Hugues Duboscq CN Le Havre                                             | 59 s 45        | Jérémy Peter Dauphins Obernai                                                  | 59 s 86        | Thomas Dahlia CN Antibes                                                     | 59 s 90        |
| 200 m            | Hugues Duboscq CN Le Havre                                             | 2 min 8 s 23   | William Debourges CN Cannes                                                    | 2 min 8 s 47   | Jérémy Peter Dauphins Obernai                                                | 2 min 8 s 62   |
| 4 nages          |                                                                        |                |                                                                                |                |                                                                              |                |
| 100 m            | Romain Landry Dauphins Toulouse                                        | 54 s 54        | Christophe Soulier Montpellier Anuc                                            | 54 s 74        | Eddie Moueddene Alliance Dijon Natation                                      | 54 s 97        |
| 200 m            | Jérémy Stravius Amiens Metropole Nat.                                  | 1 min 55 s 46  | Quentin Coton CN Antibes                                                       | 1 min 58 s 65  | Ganesh Pedurand Dauphins Toulouse                                            | 1 min 58 s 87  |
| 400 m            | Anthony Pannier AAS Sarcelles Nat. 95                                  | 4 min 10 s 45  | Arnaud Rondan Nautic Club Nimes                                                | 4 min 10 s 53  | Quentin Coton CN Antibes                                                     | 4 min 12 s 83  |
| Relais           |                                                                        |                |                                                                                |                |                                                                              |                |
| 4 × 50 m         | CN Antibes Thomas Dahlia Clément Mignon Alain Bernard Boris Steimetz   | 1 min 26 s 72  | Dauphins Toulouse OEC Romain Landry Lorys Bourelly Alexis Cabrol Mehdy Metella | 1 min 29 s 86  | Lyon Natation Romain Sassot Arthur Raffard Constantin Rondot Robin Blanchard | 1 min 30 s 67  |
| 4 × 50 m 4 nages | CN Antibes Christophe Lebon Thomas Dahlia Clément Mignon Alain Bernard | 1 min 37 s 83  | Dauphins Toulouse OEC Alexis Cabrol Romain Landry Mehdy Metella Lorys Bourelly | 1 min 38 s 96  | CN Antibes Quentin Coton Thomas Rabeisen Mathieu Fonteyn Boris Steimetz      | 1 min 40 s 12  |

### Femmes
| Discipline       | Médaille d'or                                                                        | Performance    | Médaille d'argent                                                                      | Performance    | Médaille de bronze                                                                       | Performance    |
| Nage libre       |                                                                                      |                |                                                                                        |                |                                                                                          |                |
| 50 m             | Anna Santamans Olympic Nice Natation                                                 | 24 s 96        | Mélanie Henique Amiens Métropole Nat.                                                  | 25 s 03        | Charlotte Bonnet Olympic Nice Natation                                                   | 25 s 27        |
| 100 m            | Mylène Lazare AAS Sarcelles Nat. 95                                                  | 54 s 36        | Charlotte Bonnet Olympic Nice Natation                                                 | 54 s 56        | Margaux Fabre Montauban Nat.                                                             | 55 s 36        |
| 200 m            | Coralie Balmy Dauphins du TOEC                                                       | 1 min 54 s 99  | Charlotte Bonnet Olympic Nice Natation                                                 | 1 min 55 s 44  | Ophélie-Cyrielle Étienne Dauphins du TOEC                                                | 1 min 55 s 85  |
| 400 m            | Coralie Balmy Dauphins du TOEC                                                       | 3 min 59 s 75  | Ophélie-Cyrielle Étienne Dauphins du TOEC                                              | 4 min 4 s 11   | Camille Gheorghiu Aquatic Club Bourges                                                   | 4 min 8 s 18   |
| 800 m            | Coralie Balmy Dauphins du TOEC                                                       | 8 min 14 s 66  | Ophélie-Cyrielle Étienne Dauphins du TOEC                                              | 8 min 28 s 42  | Lara Grangeon CN Calédoniens                                                             | 8 min 34 s 58  |
| 1 500 m          | Aurélie Muller CN Sarreguemines                                                      | 16 min 19 s 10 | Coralie Codevelle ES Nanterre                                                          | 16 min 24 s 64 | Ophélie Aspord Bayonne-Aviron Bayonnais                                                  | 16 min 37 s 17 |
| Papillon         |                                                                                      |                |                                                                                        |                |                                                                                          |                |
| 50 m             | Mélanie Henique Amiens Métropole Nat.                                                | 25 s 87        | Diane Bui Duyet AAS Sarcelles Nat. 95                                                  | 26 s 28        | Justine Bruno Beauvaisis Aquatic Club                                                    | 26 s 56        |
| 100 m            | Diane Bui Duyet AAS Sarcelles Nat. 95 Justine Bruno Beauvaisis Aquatic Club          | 58 s 37        |                                                                                        |                | Aurore Mongel ASPTT Strasbourg                                                           | 59 s 22        |
| 200 m            | Lara Grangeon CN Calédoniens                                                         | 2 min 7 s 58   | Léa Giraudon CN 95 Ézanville                                                           | 2 min 9 s 70   | Aurore Mongel ASPTT Strasbourg                                                           | 2 min 11 s 10  |
| Dos              |                                                                                      |                |                                                                                        |                |                                                                                          |                |
| 50 m             | Alexianne Castel Dauphins du TOEC                                                    | 27 s 70        | Mélanie Henique Amiens Métropole Nat.                                                  | 27 s 95        | Alison Léger AAS Sarcelles Nat. 95                                                       | 28 s 24        |
| 100 m            | Alexianne Castel Dauphins du TOEC                                                    | 58 s 64        | Alexandra Putra CNO Saint-Germain-en-Laye                                              | 1 min 0 s 60   | Alison Léger AAS Sarcelles Nat. 95                                                       | 1 min 1 s 30   |
| 200 m            | Alexianne Castel Dauphins du TOEC                                                    | 2 min 3 s 66   | Camille Gheorghiu Aquatic Club Bourges                                                 | 2 min 7 s 88   | Alexandra Putra CNO Saint-Germain-en-Laye                                                | 2 min 8 s 20   |
| Brasse           |                                                                                      |                |                                                                                        |                |                                                                                          |                |
| 50 m             | Coralie Dobral Montauban Nat.                                                        | 31 s 51        | Andréa Baudry Canet 66 Nat.                                                            | 31 s 68        | Claire Polit ASPTT Montpellier                                                           | 31 s 69        |
| 100 m            | Fanny Babou CNS St-Estève                                                            | 1 min 7 s 53   | Sophie de Ronchi ES Massy Nat.                                                         | 1 min 7 s 68   | Claire Polit ASPTT Montpellier                                                           | 1 min 7 s 71   |
| 200 m            | Coralie Dobral Montauban Nat.                                                        | 2 min 24 s 22  | Claire Polit ASPTT Montpellier                                                         | 2 min 24 s 95  | Fanny Babou CNS St-Estève                                                                | 2 min 25 s 65  |
| 4 nages          |                                                                                      |                |                                                                                        |                |                                                                                          |                |
| 100 m            | Sophie de Ronchi ES Massy Natation                                                   | 1 min 1 s 50   | Lara Grangeon CN Calédoniens                                                           | 1 min 2 s 31   | Marine Bacchetta ES Massy Natation                                                       | 1 min 3 s 01   |
| 200 m            | Lara Grangeon CN Calédoniens                                                         | 2 min 10 s 88  | Sophie de Ronchi ES Massy Natation                                                     | 2 min 11 s 64  | Adeline Martin CN Antibes                                                                | 2 min 14 s 75  |
| 400 m            | Lara Grangeon CN Calédoniens                                                         | 4 min 39 s 70  | Léa Giraudon CN 95 Ezanville                                                           | 4 min 42 s 65  | Adeline Martin CN Antibes                                                                | 4 min 43 s 64  |
| relais           |                                                                                      |                |                                                                                        |                |                                                                                          |                |
| 4 × 50 m         | Dauphins du TOEC Ophélie-Cyrielle Étienne Laura Feron Alexianne Castel Coralie Balmy | 1 min 42 s 92  | Olympic Nice Natation Anna Santamans Alysee Lang Anne Dimitroff Charlotte Bonnet       | 1 min 43 s 00  | AAS Sarcelles Natation 95 Diane Bui Duyet Magali Rousseau Noémie Volpilhac Mylène Lazare | 1 min 44 s 56  |
| 4 × 50 m 4 nages | Dauphins du TOEC Alexianne Castel Solène Gallego Laura Feron Coralie Balmy           | 1 min 53 s 06  | AAS Sarcelles Natation 95 Alison Leger Morgane Blanchard Diane Bui Duyet Mylène Lazare | 1 min 53 s 18  | ES Massy Natation Ane Saseta Estebanez Sophie de Ronchi Marine Bacchetta Claire Manceron | 1 min 56 s 42  |

## Sources et références
- Résultats sur le site de la FFN

1. ↑  La rédaction, « Bilan des Championnats de France de natation [PHOTOS] [VIDEOS] », sur angers.info, Angers Info, 5 décembre 2011 (consulté le 9 août 2020).
2. ↑  devancée par la Roumaine Camelia Potec dont le temps est de 4 min 6 s 26
3. ↑  devancée par la Roumaine Camelia Potec dont le temps est de 8 min 25 s 09
4. ↑  devancée par l'Algérienne Sara El Bekri (Lagardère Paris Racing) dont le temps est de 31 s 38
5. ↑  devancée par l'Algérienne Sara El Bekri (Lagardère Paris Racing) dont le temps est de 1 min 6 s 50
6. ↑  devancée par la Belge Fanny Lecluyse (Lille Métropole Nat.) dont le temps est de 2 min 21 s 99